# ...Baby One More Time Tour
…Baby One More Time Tour foi a turnê da cantora pop Britney Spears em apoio de seu álbum de estreia …Baby One More Time, de 1999. Foi a primeira e grande turnê da cantora. O cenário foi uma escada, uma tela principal e duas plataformas em que foi organizado a banda. Britney performou todo o seu álbum de treze canções e alguns medleys de Madonna, como "Vogue" e "Material Girl", assim como Janet Jackson , como "Black Cat" e "Nasty". Steps, N Sync, P!nk Boyz N Girlz United, S Club 7, P.Y.T e Michael Fredo fizeram as aberturas dos shows. A turnê começou no final de junho e terminou em meados de Novembro de 1999. Globalmente, a tour revelou um grande sucesso para Spears, arrecadando 35 milhões de dólares.
A Tommy Hilfiger foi o patrocinador oficial da turnê nos Estados Unidos e Canadá. "Este ano temos música na vanguarda de tudo o que fazemos", disse Tommy Hilfiger, fundador da empresa "Britney é o espírito de Tommy Jeans e da juventude de hoje. Eu não posso pensar de uma maneira melhor para continuar esta emocionante turnê de uma das mais quentes jovens artistas de hoje".
Spears deu uma pequena amostra em Bethel, Nova York para o Woodstock Music and Art Festival.

## Informações e faturamento
A turnê passou por 56 cidades entre  os Estados Unidos da América e o Canadá. Teve sete dançarinos, sete figurinos e duração de noventa minutos cada show. Começou em junho de 1999 e terminou em setembro de 1999. .

## Shows de Abertura
- Steps  (américa do norte)
- P.Y.T.  (américa do norte)
- Michael Fredo  (américa do norte)

## Set list
1. "(You Drive Me) Crazy"
2. "Soda Pop"
3. "Born to Make You Happy"
4. "From the Bottom of My Broken Heart"
5. "Vogue" (Dance Interlude)
6. Medley:
  1. "Material Girl"
  2. "Black Cat"
  3. "Nasty"
7. "The Beat Goes On"
8. "Meet the Dancers" (Dance Interlude)
9. "I Will Be There"
10. "Open Arms"
11. "Sometimes"
12. "…Baby One More Time"

1. "School Roll Call" (Performance Introduction)
2. "(You Drive Me) Crazy" (contains elements from "…Baby One More Time")
3. "Born to Make You Happy"
4. "I'll Be There"
5. "Hand Jive" (Dance Interlude)
6. "Don't Let Me Be the Last to Know"
7. "Oops!…I Did It Again"
8. "Who is the Ultimate Heartbreaker?" (Performance Interlude)
9. "From The Bottom Of My Broken Heart"
10. "The Beat Goes On"
11. "Meet the Dancers" (Dance Interlude)
12. "Meet the Band" (Performance Interlude)
13. "Sometimes"
14. "Lucky" (Nas 2 ultimas performances)
15. "Stronger" (Nas 2 ultimas performances)
16. "…Baby One More Time"

Source:

## Datas da turnê
| América do Norte    |                |                |                                                 |
| 28 de junho 1999    | Pompano Beach  | Estados Unidos | Pompano Beach Amphitheatre                      |
| 29 de junho 1999    | Tampa          | Estados Unidos | USF Sun Dome                                    |
| 1 de julho 1999     | Atlanta        | Estados Unidos | Atlanta Civic Center Theatre                    |
| 2 de julho 1999     | Myrtle Beach   | Estados Unidos | House of Blues                                  |
| 3 de julho 1999     | Doswell        | Estados Unidos | Paramount's Kings Dominion                      |
| 5 de julho 1999     | Bethel         | Estados Unidos | Woodstock                                       |
| 6 de julho 1999     | Washington     | Estados Unidos | DAR Constitution Hall                           |
| 7 de julho 1999     | Nova York      | Estados Unidos | Hammerstein Ballroom                            |
| 8 de julho 1999     | Hershey        | Estados Unidos | Star Pavilion at Hersheypark                    |
| 9 de julho 1999     | Scranton       | Estados Unidos | Montage Mountain Performing Arts Center         |
| 10 de julho 1999    | Darien Lake    | Estados Unidos | Darien Lake Performing Arts Center              |
| 11 de julho 1999    | Schenectad     | Estados Unidos | Proctor's Theatre                               |
| 13 de julho 1999    | Hamilton       | Canadá         | Copps Coliseum                                  |
| 14 de julho 1999    | Toronto        | Canadá         | Molson Amphitheatre                             |
| 16 de julho 1999    | Ottawa         | Canadá         | WordPerfect Theatre at Corel Center             |
| 17 de julho 1999    | Montreal       | Canadá         | Molson centre                                   |
| 20 de julho 1999    | Winnipeg       | Canadá         | Centennial Concert Hall                         |
| 21 de julho 1999    | Saskatoon      | Canadá         | Saskatchewan Place                              |
| 22 de julho 1999    | Edmonton       | Canadá         | Skyreach                                        |
| 23 de julho 1999    | Calgary        | Canadá         | Canadian Airlines Saddledome                    |
| 25 de julho 1999    | Vancouver      | Canadá         | General Motors Place                            |
| 26 de julho 1999    | Seattle        | Estados Unidos | Seattle Center Mercer Arena                     |
| 27 de julho 1999    | Hillsboro      | Estados Unidos | Washington County Fair                          |
| 29 de julho 1999    | Oakland        | Estados Unidos | Paramount Theatre                               |
| 30 de julho 1999    | Paso Robles    | Estados Unidos | California Mid State Fair                       |
| 31 de julho 1999    | Universal City | Estados Unidos | Universal Amphitheatre                          |
| 3 de agosto 1999    | Brighton       | Estados Unidos | Adams County Fairgrounds                        |
| 4 de agosto 1999    | Denver         | Estados Unidos | Paramount Theatre                               |
| 6 de agosto 1999    | Arlington      | Estados Unidos | Music Mill Amphitheatre at Six Flags Over Texas |
| 7 de agosto 1999    | Houston        | Estados Unidos | Bayou Place Theatre                             |
| 8 de agosto 1999    | New Orlenas    | Estados Unidos | UNO Lakefort Arena                              |
| 10 de agosto 1999   | Memphis        | Estados Unidos | Mud Island Amphitheatre                         |
| 11 de agosto 1999   | Nashville      | Estados Unidos | Grand Ole Opry House                            |
| 13 de agosto 1999   | Eureka         | Estados Unidos | Six Flags St. Louis                             |
| 14 de agosto 1999   | Omaha          | Estados Unidos | Douglas County Fair                             |
| 15 de agosto 1999   | Sioux Falls    | Estados Unidos | Sioux Empire Fair                               |
| 17 de agosto 1999   | Rosemont       | Estados Unidos | Rosemont Theatre                                |
| 18 de agosto 1999   | Columbus       | Estados Unidos | Veterans Memorial Auditorium                    |
| 19 de agosto 1999   | Lewisburg      | Estados Unidos | West Virginia State Fair                        |
| 20 de agosto 1999   | Adrian         | Estados Unidos | Lenawee County Fair                             |
| 21 de agosto 1999   | Orlando        | Estados Unidos | Hard Rock Café at Universal                     |
| 25 de agosto 1999   | Indianápolis   | Estados Unidos | Murat Center Theatre                            |
| 26 de agosto 1999   | Cleveland      | Estados Unidos | Nautica Stage                                   |
| 27 de agosto 1999   | Kings Island   | Estados Unidos | Paramount's Kings Island                        |
| 29 de agosto 1999   | Upper Darby    | Estados Unidos | Tower Theatre                                   |
| 30 de agosto 1999   | Essex Junction | Estados Unidos | Champlain Valley Exposition                     |
| 1 de setembro 1999  | Boston         | Estados Unidos | Harbolights Pavilion                            |
| 2 de setembro 1999  | Syracuse       | Estados Unidos | New York State Fair                             |
| 3 de setembro 1999  | Wallingford    | Estados Unidos | Chevrolet Theatre                               |
| 4 de setembro 1999  | Baltimore      | Estados Unidos | Pier Six Pavilion                               |
| 5 de setembro 1999  | Allentown      | Estados Unidos | Allentown Fair                                  |
| 10 de setembro 1999 | Salt Lake City | Estados Unidos | Utah State Fair                                 |
| 11 de setembro 1999 | Hutchinson     | Estados Unidos | Kansas State Fair                               |
| 12 de setembro 1999 | Detroit        | Estados Unidos | Satate Theatre                                  |
| 14 de setembro 1999 | Allegan        | Estados Unidos | Allegan County Fair                             |
| 15 de setembro 1999 | York           | Estados Unidos | York Inter Satate Fair                          |